# Karim Gazzetta

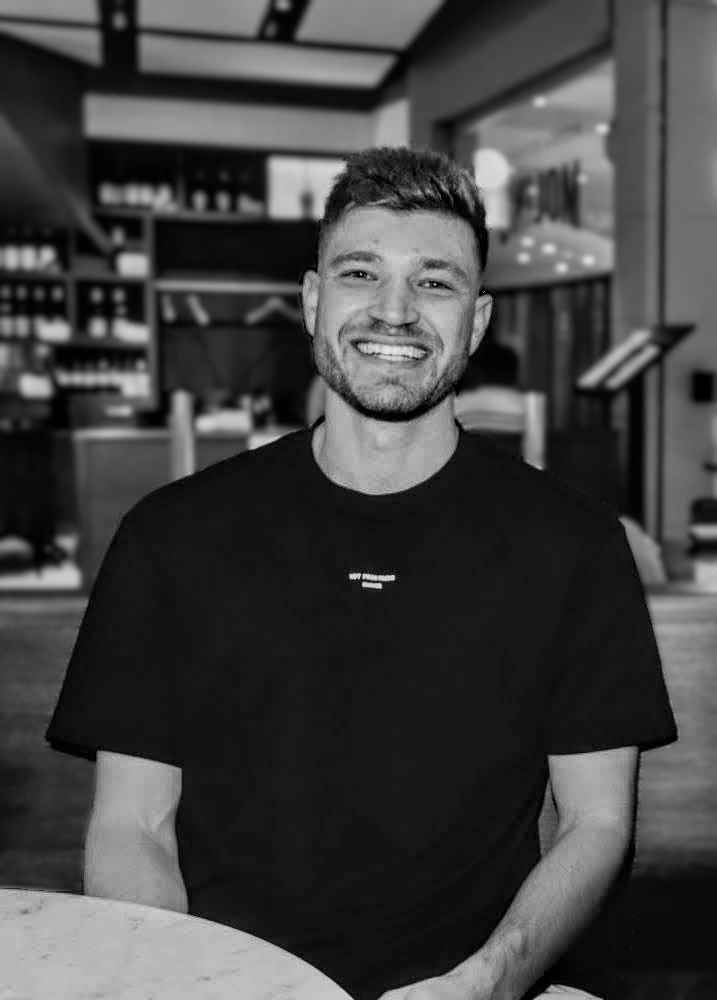
Karim Gazetta

Karim Emilio Roberto Gazzetta (* 1. April 1995 in Genf; † vor oder am 21. November 2022 in Mostar, Bosnien und Herzegowina) war ein Schweizer Fussballspieler auf der Position eines Mittelfeldspielers.

## Karriere

### Vereine
Karim Gazzetta spielte seit seiner Jugend bei Servette FC Genève. Im Jahr 2013 erhielt er seinen ersten Profivertrag, auch aufgrund von diversen Abwerbungsversuchen in- und ausländischer Vereine. Sein Debüt in der ersten Mannschaft gab er am 22. Juli 2013. Für die Rückrunde 2014 spielte er auf Leihbasis bei Étoile Carouge in der Promotion League, wechselte danach wieder zurück zu Servette Genf. Ende September 2016 wechselte er abermals auf Leihbasis zum FC Winterthur, wobei er sich nur wenige Tage nach dem Wechsel verletzte und erst nach der Winterpause bei Winterthur wieder mittrainieren konnte.
In der Saison 2019/20 sowie 2020/21 spielte Gazzetta beim FC Stade Lausanne-Ouchy. Im Juni 2021 wechselte er zu Neuchâtel Xamax. Zur Saison 2022/23 schloss sich Gazzetta dem bosnischen Rekordmeister HŠK Zrinjski Mostar an.
Gazzetta starb im November 2022 im Alter von 27 Jahren in Mostar durch Suizid.

### Nationalmannschaft
Gazzetta spielte bei den Schweizer Juniorennationalmannschaften bis zur U-20.